# Neurosekrecja
Neurosekrecja – czynność wydzielnicza neuronu, która obejmuje wytwarzanie wydzielanej substancji (neurosekretu) z komórki nerwowej bezpośrednio do układu krążenia.